# Nemanja Vučićević
Nemanja Vučićević (serbisch-kyrillisch Немања Вучићевић; * 11. August 1979 in Belgrad, SFR Jugoslawien) ist ein ehemaliger serbischer Fußballspieler.

## Karriere

### Verein
Vučićević ist als Stürmer und im offensiven Mittelfeld einsetzbar.
Seine Karriere begann im Sommer 2000 bei OFK Belgrad in Serbien. Ein Jahr später wechselte er ins Ausland und spielte für zwei Jahre bei Lokomotive Moskau in der ersten russischen Liga. Dort kam er jedoch nicht richtig zum Zuge und kehrte im September 2003 wieder zurück zum OFK Belgrad. Nach Ablauf der Rückrunde war Vučićević vereinslos.
Eine Verpflichtung durch den TSV 1860 München scheiterte zunächst an den unterschiedlichen Gehaltsvorstellungen. Vučićević wurde dann zur Rückrunde der Saison 2004/05 verpflichtet. Nach der Begegnung gegen Wacker Burghausen am 4. November 2005 wurde er positiv auf die verbotene Substanz Finasterid getestet und für sechs Monate gesperrt.
Vučićević wechselte zur Saison 2007/08 ablösefrei zum 1. FC Köln. Er erhielt einen Zweijahresvertrag. Sein auslaufender Vertrag wurde nicht verlängert. In der Saison 2009/10 stand er bei Hapoel Tel Aviv in Israel unter Vertrag, wurde aber durch eine sechsmonatige Verletzung zurückgeworfen. Nach der Saison wechselte er ablösefrei zu AO Kavala nach Griechenland, bei dem er ebenfalls nur eine Saison lang blieb. Nachdem er anschließend für ein halbes Jahr auf Zypern bei Anorthosis Famagusta gespielt hatte, wechselte er Anfang 2012 in die Türkei zu Manisaspor. Am 2. Juli 2012 begann er ein vierwöchiges Probetraining beim japanischen Erstligisten FC Tokyo und unterschrieb am 6. August 2012 einen Einjahresvertrag. Dieser Vertrag wurde Anfang 2014 nicht verlängert und Vučićević war zunächst vereinslos. Er wechselte zur Saison 2014/15 in die Indonesia Super League zu PSM Makassar und beendete anschließend seine Karriere.

### Nationalmannschaft
Vučićević war serbischer U-21-Nationalspieler.

## Auszeichnungen
- Torschütze des Monats Juli 2007[6]